# Santacara
Santacara es una villa y municipio español de la Comunidad Foral de Navarra, situado en la merindad de Olite, en la comarca de la Ribera Arga-Aragón y a unos 56 km de la capital de la comunidad, Pamplona, unos 46 km de Tudela y unos 23 de Tafalla, cabeza de partido judicial al que pertenece. Su población en 2024 era de unos 858 habitantes (INE). Es uno de los municipios dentro de la llamada por Ricardo Cierbide "comarca de La Oliva" que coincide con los asignados asistencialmente al centro de salud de Carcastillo a 10 km de distancia hacia el oeste. 

## Geografía
Se encuentra en la Ribera Alta de Navarra, al sur de la Laguna de Pitillas. Limita por el norte con los municipios de Pitillas y Ujué, por el este con Murillo el Fruto, por el sur con Mélida, separada de ella por el río Aragón, y por el oeste con Murillo el Cuende y, de nuevo, Pitillas. 
Desde un punto de vista geomorfológico, se distinguen dos unidades de relieve: una de tierras fluviales, con terrazas escalonadas, desde la baja llanura aluvial (a 1315 m) hasta el área que ocupaba el castillo (a 422 m). En una de esas terrazas está asentado el pueblo. Además se incluyen colinas arcillo-areniscosas miocénicas, separadas por depresiones y abarrancadas, que alcanzan los 440 m de nivel dando también una continuidad a una pequeña parte de la Laguna de Pitillas.

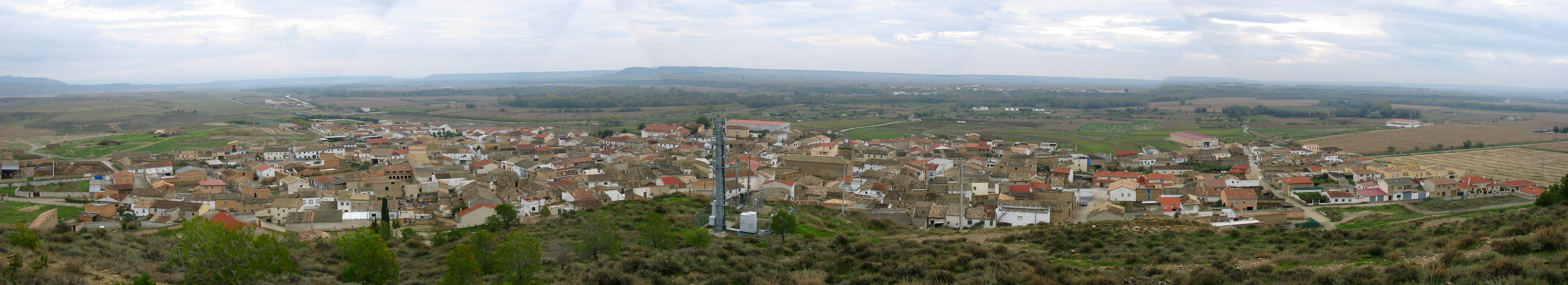
Vista panorámica de la localidad.

El regadío con el cultivo de cereales como maíz, alfalfa y hortalizas, y por otro lado el secano, también con los cereales como cultivo predominante (cebada principalmente), la vid y forraje conforman principalmente la composición del paisaje agrario del término municipal.
Cuenta con la cooperativa agrícola San Isidro, con más de 50 años de solera (fundada en 1958), compuesta fundamentalmente de empleadas.
| Localidades limítrofes | Localidades próximas            |
| --- | ------------------------------- |
| - Pitillas, al norte - Ujué, al noroeste - Murillo el Fruto, al oeste - Murillo el Cuende, al este - Mélida y Bardenas Reales, al sur - Carcastillo, al suroeste | - Caparroso - Traibuenas - Rada |

## Demografía
Santacara cuenta con una población de 858 habitantes (INE 2024).
| Gráfica de evolución demográfica de Santacara entre 1842 y 2021                                                     |
| |
| Población de derecho según los censos de población del INE Población de hecho según los censos de población del INE |

## Administración y política
La administración política se realiza a través de un ayuntamiento de gestión democrática cuyos componentes se eligen cada cuatro años por sufragio universal desde las primeras elecciones municipales tras la reinstauración de la democracia en España, en 1979. El censo electoral está compuesto por los residentes mayores de 18 años empadronados en el municipio, ya sean de nacionalidad española o de cualquier país miembro de la Unión Europea. Según lo dispuesto en la Ley Orgánica del Régimen Electoral General, que establece el número de concejales elegibles en función de la población del municipio, la corporación municipal está formada por 5 concejales. La sede del Ayuntamiento de Santacara está situada en la plaza del ayuntamiento, 1 de la localidad.
| Partido político                         | 2019  | 2019       | 2015  | 2015       | 2011  | 2011       | 2007  | 2007       | 2003  | 2003       | 1999  | 1999       | 1995  | 1995       | 1991  | 1991       |
| Partido político                         | %     | Concejales | %     | Concejales | %     | Concejales | %     | Concejales | %     | Concejales | %     | Concejales | %     | Concejales | %     | Concejales |
| Agrupación Independiente Santacara (AIS) | 89,57 | 7          | 90,73 | 7          | 84,19 | 7          | 75,26 | 9          | —     | —          | —     | —          | —     | —          | —     | —          |
| Unión del Pueblo Navarro (UPN)           | —     | —          | —     | —          | —     | —          | —     | —          | —     | —          | 82,65 | 9          | —     | —          | 84,81 | 9          |
| Agrupación Electoral de Santacara (AES)  | —     | —          | —     | —          | —     | —          | —     | —          | 79,19 | 9          | —     | —          | 50,55 | 5          | —     | —          |
| Partido Socialista de Navarra (PSN-PSOE) | —     | —          | —     | —          | —     | —          | —     | —          | —     | —          | —     | —          | 48,34 | 4          | —     | —          |

## Historia

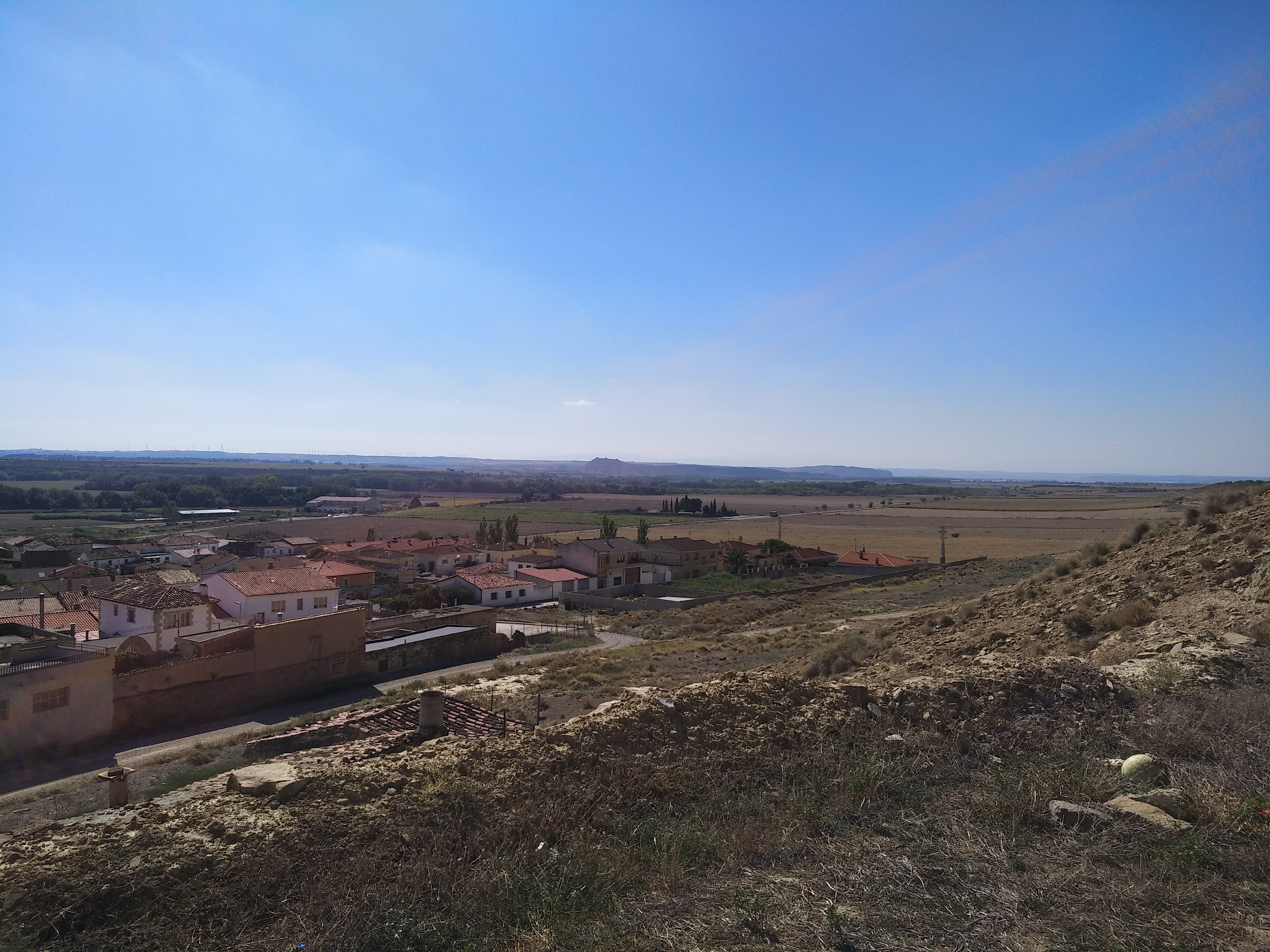
Valle bajo del Aragón con Rada al fondo

Santacara, cuyo nombre original es Cara, fue fundada por los romanos alrededor del siglo I a. C., sobre un asentamiento previo de la Edad de Hierro, en un pequeño montículo, una terraza sobre el río Aragón. 
La fundación romana se produjo en el contexto de las Guerras Sertorianas. Junto a otros pueblos estipendiarios de Roma, Plinio el Viejo, en su Naturalis Historia, nombra a los carenses, dentro del conventus de Cesaraugusta, formando parte de la provincia Tarraconense. Se conocen por los hallazgos arqueológicos que Santacara fue una conocida sacerdotisa que ejercía en Tarraco (Tarragona).

### Pinceladas históricas
- 1102, Pedro I le concede el fuero de frontera de Caparroso.
- 1191, Sancho VI el Sabio da a la villa un fuero de unificación de pechas.
- 1210, Sancho VII el Fuerte otorga un nuevo fuero actualizado.
- 1254, Teobaldo I concede a los infanzones de Santacara el disfrute de las hierbas y leñas.
- En el siglo XIII fue mandado construir un elemento característico del perfil de Santacara, el castillo, formado por una torre central rodeada de un pequeño muro y que daba una posición privilegiada para observar todo el Valle Bajo del Aragón
- 1447, el príncipe de Viana concede el señorío de Santacara a Juan de Beaumont.
- 1499, el conde de Lerín se apodera del castillo con auxilio de los castellanos.[2]
- En el siglo XVI, tras la invasión castellana y al igual que ocurrió con muchos otros castillos navarros, fue mandada destruir su torre, quedando en pie tan solo una pared, que se conserva hasta hoy e imprime tanta personalidad al horizonte del lugar.

## Arte y arquitectura

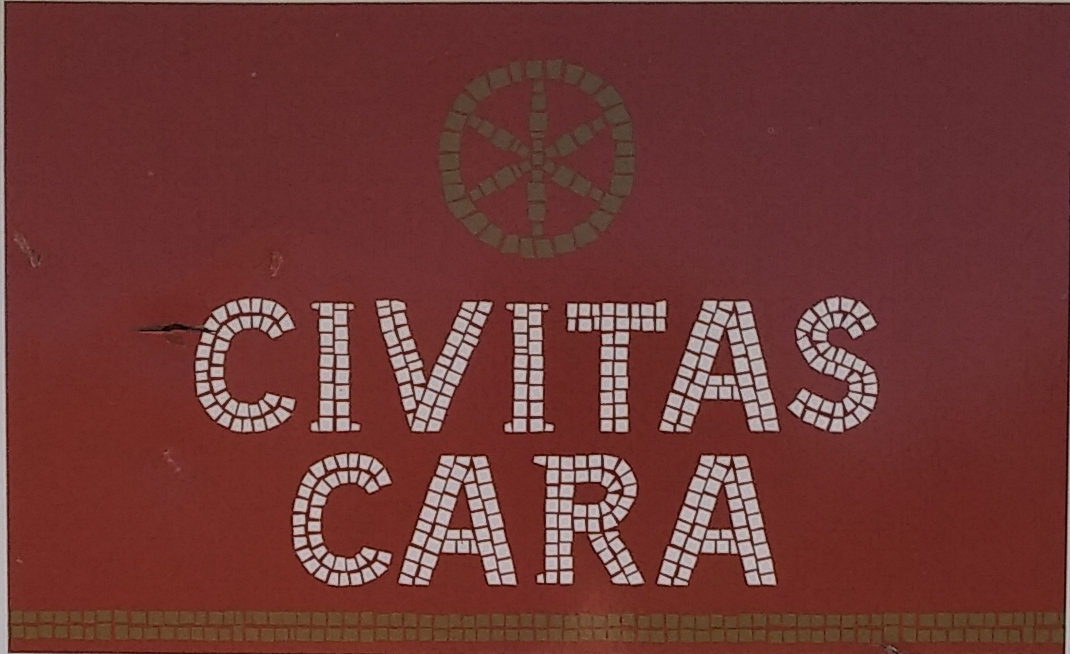
Civitas Cara

### Ciudad romana de Cara
El yacimiento de la ciudad romana de Cara, evidencia que este asentamiento fue durante muchos siglos zona de tránsito de personas y bienes.

### Castillo de Santacara
En Santacara se encuentran por un lado, las ruinas mediévales del Castillo de Santacara, también conocido como La Torre y que define el horizonte de la localidad. 
Por su situación singular, sobre una terraza del río Aragón, frontera natural durante siglos, primero del reino de Pamplona y luego de Navarra, y por la antigüedad del asentamiento.

### Iglesia parroquial de Nuestra Señora de la Asunción
Construida durante el siglo XIII, muestra un estilo protogótico de clara influencia de la arquitectura cisterciense.

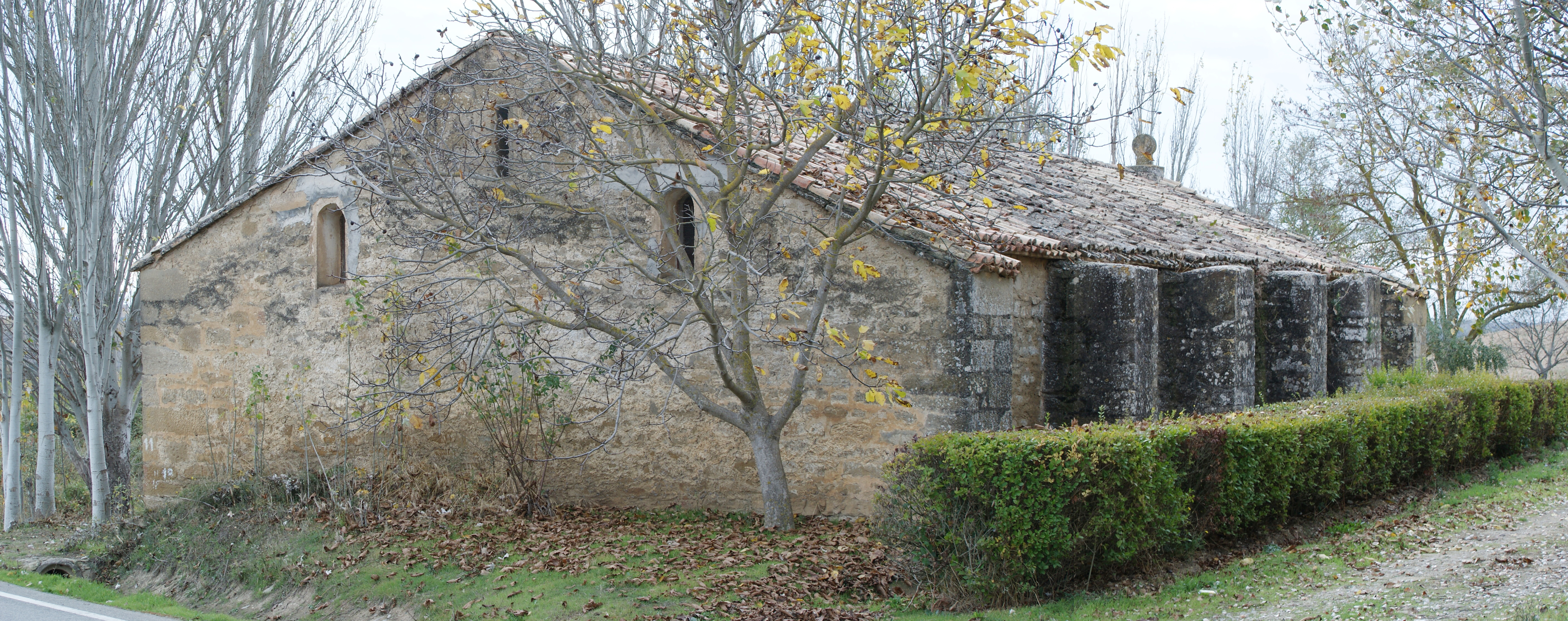
Ermita de Santa Eufemia

### Ermita de Santa Eufermia
Edificio del siglo XIII, a la vera de la carretera NA-5330, entre Mélida y Santacara, cerca del yacimiento romano.

## Cultura

### Fiestas
Santacara tiene sus fiestas patronales en honor a la Virgen de Asunción del 14 al 20 de agosto.
También tiene fiestas pequeñas en honor a su patrona Santa Eufemia el 16 de septiembre.
Además las fiestas de Reyes que van del 31 de diciembre al 6 de enero.